# Крокер, Ян
Ян Лоуэлл Кро́кер (англ. Ian Lowell Crocker; 31 августа 1982, Портленд, Мэн) — американский пловец, трёхкратный олимпийский чемпион в комбированной эстафете 4×100 метров (2000, 2004, 2008 — все с мировым рекордом), восьмикратный чемпион мира, двукратный чемпион тихоокеанского чемпионата. Специализировался в плавании баттерфляем, экс-рекордсмен на 100 метров баттерфляем в коротком бассейне. Выпускник высшей школы Чеверус и Университета Техаса в Остине.

## Личные рекорды

### На длинной воде
- 50 метров: 22.74
- 100 метров: 49.06
- 50 метров баттерфляем: 23.12 (рекорд Америки)
- 100 метров баттерфляем: 50.40

### На короткой воде
- 50 метров: 21.44
- 50 ярдов: 19.11
- 100 метров: 46.25 (рекорд Америки)
- 100 ярдов: 41.68
- 500 ярдов: 4:18.44
- 100 ярдов на спине: 45.97
- 50 метров баттерфляем: 22.71 (рекорд Америки)
- 100 метров баттерфляем: 49.07 (рекорд мира)
- 100 ярдов баттерфляем: 44.72 (рекорд Америки)